# Cupak (Ngusikan)
Cupak is een bestuurslaag in het regentschap Jombang van de provincie Oost-Java, Indonesië. Cupak telt 858 inwoners (volkstelling 2010).